# Imre Bujdosó
Imre Bujdosó (* 12. Februar 1959 in Berettyóújfalu) ist ein ehemaliger ungarischer Säbelfechter und heutiger Trainer. Er gewann bei den Olympischen Spielen 1988 in Seoul mit der ungarischen Nationalmannschaft die Goldmedaille und vier Jahre später bei den Olympischen Spielen 1992 in Barcelona die Silbermedaille. Von 1994 bis 2017 war er am Landesleistungszentrum Koblenz als Trainer beim Königsbacher SC Koblenz e. V. tätig, davon seit 2000 als Olympiastützpunkttrainer Rheinland-Pfalz/Saarland. Seine Tochter Alexandra Bujdosó war ebenfalls Fechterin. Sie startete für Deutschland. Sein Sohn Gergö Bujdosó focht ebenfalls für Deutschland als Säbelfechter.

## Sportliche Erfolge
- Olympiasieger: 1988 Säbel Mannschaft
- Olympiazweiter: 1992 Säbel Mannschaft
- Weltmeister (2): 1982 in Rom und 1991 in Budapest Säbel Mannschaft
- Vizeweltmeister (3): 1986 in Sofia Säbel Einzel, 1983 in Wien und 1990 in Lyon Säbel Mannschaft
- WM-Bronze: 1985 in Barcelona Säbel Mannschaft
- Europameister: 1991 Säbel Mannschaft